# Brabant-en-Argonne
Brabant-en-Argonne là một xã thuộc tỉnh Meuse trong vùng Grand Est đông nam nước Pháp. Xã này có diện tích 7,8 km2, dân số năm 2006 là 107 người.